# Championnats d'Afrique de lutte 2004
Navigation
Le Caire 2003 Casablanca 2005
Les Championnats d'Afrique de lutte 2004 se déroulent en mai 2004 au Caire, en Égypte.

## Podiums

### Hommes

#### Lutte libre
| Catégories | Or                            | Argent                      | Bronze                  |
| ---------- | ----------------------------- | --------------------------- | ----------------------- |
| 55 kg      | Mohamed Abd Elrady            | Aoune Aysal                 | Mohamed Ataya           |
| 60 kg      | Ali Mohamed Hassan Abu Taleb  | Shaun Williams              | Billal Gouine           |
| 66 kg      | Walid Hassab El Nabi          | Richard Brian Addinall      | Farid Hanoun            |
| 74 kg      | Abd El Wahid Wesal            | Jabeur Dridi                | Gideon Jacobus Schoeman |
| 84 kg      | Mahmoud Ahmed Attia El Sayed  | Arnoldus Johannes Lottering | Manga Kos               |
| 96 kg      | Omara Saleh                   | Pieter Gouws                | Machims Sarr            |
| 120 kg     | Hisham Abdelwahab Abdelmoamen | Sofiane Akrout              | Mustapha Bouari         |

#### Lutte gréco-romaine
| Catégories | Or                       | Argent                 | Bronze                |
| ---------- | ------------------------ | ---------------------- | --------------------- |
| 55 kg      | Karim Ibrahim El-Sayed   | Samir Ben Chenaf       | Vishwanden Vebren     |
| 60 kg      | Mohamed Mustafa          | Mehdi Dajlasi          | Mohamed Zoghbi        |
| 66 kg      | Ibrahim Ahmed Gaber      | Ibrahim Khababa        | Mohamed Barguaoui     |
| 74 kg      | Ahmed Mohamed Abdelsadek | Badreddine Amdouni     | Ahmed Fortas          |
| 84 kg      | Amor Bach Hamba          | Ahmed Saed             | Abdelilal Elmimouni   |
| 96 kg      | Mohamed Ali              | Walid Boughanmi        | Benhamad Redah        |
| 120 kg     | Sofiane Akrout           | Yasser Abdelrahman Ali | François-Xavier André |

### Femmes

#### Lutte féminine
| Catégories | Or                    | Argent                | Bronze                      |
| ---------- | --------------------- | --------------------- | --------------------------- |
| 48 kg      | Fadhila Louati        | Eveline Diatta        | Rajib Rajaa                 |
| 51 kg      | Isabelle Sambou       | Nour El Houda Bejaoui | Kawtar Othmani              |
| 55 kg      | Faiza Bejaoui         | Rouia Coulbaly        | Rasheda Ahmed               |
| 59 kg      | Rokhiaton Souk        | Hana Mohammed         | Samia Bejaoui               |
| 63 kg      | Doaa Ahmed Maher      | Soumaya Ben Sassi     | Stéphanie N'Guessan Kouassi |
| 67 kg      | Kaouthmen Ghanmi      | Sara Ahmed Maher      |                             |
| 72 kg      | Marie Nicole Diédhiou | Djehi Natacha Djedje  | Shemaa Rdoan                |